# Данвил (Индијана)
Данвил (енгл. Danville) град је у америчкој савезној држави Индијана.

## Демографија
По попису из 2010. године број становника је 9.001, што је 2.583 (40,2%) становника више него 2000. године.
| Група             | 2000.         | 2010.         |
| Белци             | 6.257 (97,5%) | 8.601 (95,6%) |
| Афроамериканци    | 22 (0,3%)     | 73 (0,8%)     |
| Азијати           | 17 (0,3%)     | 38 (0,4%)     |
| Хиспаноамериканци | 68 (1,1%)     | 165 (1,8%)    |
| Укупно            | 6.418         | 9.001         |